# Geneston
Geneston é uma comuna francesa na região administrativa do País do Loire, no departamento de Loire-Atlantique. Estende-se por uma área de 8.04 km². Em 2010 a comuna tinha 3 695 habitantes (densidade: 459,6 hab./km²).